# Admiral Clarey Bridge
 (janvier 2022).
Si vous disposez d'ouvrages ou d'articles de référence ou si vous connaissez des sites web de qualité traitant du thème abordé ici, merci de compléter l'article en donnant les références utiles à sa vérifiabilité et en les liant à la section « Notes et références ».
L'Admiral Clarey Bridge, aussi connu sous le nom de Ford Island Bridge, est un pont flottant qui permet l'accès à l'île de Ford, dans la rade de Pearl Harbor.
Il fut nommé d'après l'amiral Bernard A. Clarey.